# Faucoucourt
Faucoucourt è un ex comune francese di 322 abitanti situato nel dipartimento dell'Aisne della regione dell'Alta Francia. Il 1º gennaio 2019 il comune è stato accorpato con quelli di Anizy-le-Château e Lizy per formare il nuovo comune di Anizy-le-Grand.

## Società

### Evoluzione demografica
Abitanti censiti